# Nordlandsbanen
Nordlandsbanen er navnet på den del af det norske jernbanenet som forbinder Bodø og Trondheim. Den første del Trondheim-Hell(-Sverige) stod færdig i 1881. Fortsættelsen til Steinkjer var færdig i 1905 og til Grong i 1929. Hele strækningen frem til Bodø var fuldført og blev officielt åbnet 7. juni 1962. Under 2. verdenskrig byggede krigsfanger delen nord for Grong. Tyskerne planlagde en jernbane til Kirkenes, og startede byggelsen nord for Fauske, mod Drag i Tysfjord, men dette arbejde blev stoppet ved befrielsen i 1945.
Banen er 729 km lang og er ikke elektrificeret. Strækningen mellem Trondheim og Steinkjer er en del af Trønderbanen, og er kraftigt trafikeret. Strækningen mellem Bodø og Rognan har en del lokaltogstrafik.
Persontrafikken på Nordlandsbanen befordres med motorvogne af typen NSB type 93 og i togsæt trukket af lokomotivet Di. 4. Godstrafikken benytter CD 66- og Di. 8-lokomotiver i togsættene.
Forkæmpere har arbejdet for en udvidelse af Nordlandsbanen videre mod nord, men planerne for Nord-Norgebanen blev lagt på is af Stortinget i begyndelsen af 1990erne.

## Eksterne links
- Fra åbningen i Bodø i 1962. Arkiveret 24. maj 2019 hos  Wayback Machine

- Wikimedia Commons har flere filer relateret til Nordlandsbanen